# Albert Savarus
Albert Savarus est un roman d’Honoré de Balzac paru en 1842 en feuilleton dans Le Siècle, publié en volume dans l’édition Furne de la même année, classé dans les Scènes de la vie privée de La Comédie humaine.
Le roman paraît d'abord en feuilleton, puis rapidement dans une première édition chez Furne et enfin dans une dernière édition corrigée par Balzac chez Souverain. La différence principale entre ces deux éditions est le changement du nom de l'héroïne en Rosalie, a priori le nom choisi à l'origine par l'auteur en référence à ses amours avec Mme Hanska, mais que des considérations d'édition avaient fait remplacer par Philomène.
Le roman se déroule presque entièrement dans l'espace romanesque d'une ville de Besançon fermée, militaire et bigote, que Balzac imagine à partir d'une brève visite en 1833. Il porte une grande part autobiographique, s'inspirant fortement des amours de Balzac lui-même avec Mme Hanska, tout particulièrement dans la nouvelle L'Ambitieux par amour, écrite par le héros Savarus lui-même, qui est reproduite, dans une double mise en abyme, in extenso dans le roman.

## Résumé
La baronne de Watteville, « le personnage féminin le plus considérable peut-être de Besançon, », dominatrice et mondaine, mais dévote, tient l’un des salons les plus courus de la région. Encore séduisante, elle écrase un mari falot et sa fille, la transparente Rosalie, pour qui elle prépare cependant un brillant mariage avec Amédée de Soulas, un arriviste local niais et sans profondeur qui est en admiration devant la mère.
Mais Rosalie a d’autres visées depuis que s’est installé dans la ville un jeune avocat, Albert Savaron de Savarus, dont la personnalité mystérieuse intrigue la jeune fille. Elle aime en secret cet homme ambitieux qui prépare minutieusement sa carrière politique. Mais Savarus a l’imprudence de publier dans une revue à laquelle s'est abonné le père de Rosalie une nouvelle, L'Ambitieux par amour, dans la mode de l’époque, où il narre les aventures amoureuses d’un certain Rodolphe avec une jeune princesse italienne, épouse d'un vieux libraire en butte aux persécutions politiques et qui s'est réfugié incognito dans la région de Lucerne. Au moment où Rodolphe s'apprête à se déclarer, la jeune femme apprend que son mari est réhabilité. Le couple part pour Genève, où les suit Rodolphe. À Genève, Rodolphe est finalement éconduit, tandis que Francesca a retrouvé son statut social d'aristocrate et s'en retourne à Naples.
Rosalie, que sa mère avait soigneusement préservée de toute lecture, et qui a dévoré la nouvelle, en conçoit un vif dépit, puis une jalousie rageuse lorsqu’elle s’aperçoit que la princesse existe vraiment.
Par curiosité amoureuse, elle intercepte la correspondance de l’avocat, par laquelle elle apprend les ambitions politiques assumées de celui-ci et l'amour profond qu'il nourrit pour une aristocrate italienne, Francesca. Non contente de violer le secret de la correspondance, puis de bloquer complètement le courrier en provenance d'Italie, elle finit par fabriquer de fausses lettres en imitant l'écriture de l'avocat, faisant croire à la princesse que Savarus, trop absorbé par sa campagne électorale, ne ressent plus aucun amour pour elle. De dépit, la princesse devenue veuve et sans nouvelle d'Albert, se remarie. Par ses machinations, Rosalie, qui craint de voir son « amoureux » devenu député partir pour Paris, ruine sa campagne électorale en faisant connaître à ses adversaires le passé royaliste d'Albert et d'autres informations qu'elle détient du fait de son indiscrétion et de la lecture des lettres de Savarus. Au moment où la campagne électorale se durcit et où Savarus devrait se montrer le plus actif, il disparaît de Besançon, recevant subitement la nouvelle que la princesse Francesca s'est remariée.
Rosalie avoue alors sa machination à un prêtre, ami de Savarus, qui en est horrifié, mais ne peut plus rien changer à cette destinée, qu'il prédit funeste. Savarus poursuit encore un peu la princesse qui se montre intransigeante, et, son espoir brisé, fou de chagrin, il se retire dans le couvent de la Grande Chartreuse. « Un jeune homme, poussé par Rosalie, dit à la duchesse [de Réthoré] en la lui montrant : — Voilà l'une des jeunes personnes les plus remarquables, une forte tête ! Elle a fait se jeter dans un cloître, à la Grande Chartreuse, un homme d'une grande portée, Albert de Savarus, dont l'existence a été brisée par elle. C'est Mlle de Watteville, la fameuse héritière de Besançon. »
À la mort de son mari, la baronne de Watteville se remarie avec Amédée de Soulas, que sa fille avait refusé catégoriquement comme époux, et part pour Paris. Il ne reste plus à Rosalie qu'à quitter Besançon et à se retirer dans sa propriété, loin de la cité. Elle partage alors sa culpabilité avec Francesca, la contactant et lui rendant le courrier qu'elle a intercepté, en lui faisant comprendre que son intransigeance avait elle aussi précipité Albert vers le silence du monastère…
Par la suite, chaque année, Rosalie fait un pèlerinage jusqu'aux murs de la Grande Chartreuse. En 1841, lors d'un voyage en bateau à vapeur, la chaudière explose, laissant Rosalie amputée du bras et de la jambe gauche, et totalement défigurée,  réalisant finalement la prophétie du prêtre.

## Rapprochements
Rosalie, dans un autre registre, fait partie des manipulatrices du même type que La Cousine Bette. Comme elle d’ailleurs, elle va se perdre elle-même dans ses manigances. Prise à son propre piège, Rosalie connaît une fin aussi triste qu'Élisabeth Fischer.
Dans sa nouvelle Storia di una monaca, Matilde Serao s'est inspirée de ce roman balzacien pour raconter l'histoire d'Eva Muscettola.
La ville de Besançon est probablement un clin d'œil au roman de Stendhal, Le Rouge et le Noir, paru dix ans plus tôt et qui se déroule lui aussi dans la cité franc-comtoise. À cette époque, Besançon, place forte militaire et siège de nombreuses congrégations religieuses, présente tous les traits d'une ville corsetée de nature à faire fermenter en secret les passions dissimulées.

## Édition
- Albert Savarus, Paris, A. Houssiaux, 1855    (Wikisource)